# Sunshine (Album)
Sunshine ist das zweite Studioalbum des deutschen Dance-Projekts R.I.O.

## Veröffentlichung
Sunshine erschien am 28. Januar 2011 bei Kontor Records, zeitgleich mit der Singleauskopplung Like I Love You.

## Mitwirkende
Alle Songs des Albums wurden auf Englisch aufgenommen und von Tony T gesungen. Die meisten Lieder wurden von Manian, Yanou und Andres Ballinas geschrieben und komponiert. Die Lieder wurden von den beiden DJs und Produzenten Manian und Yanou produziert.

## Titelliste
1. Miss Sunshine – 3:24
2. Like I Love You – 3:24
3. Shine On – 3:21
4. When the Sun Comes Down – 3:22
5. Hot Girl – 3:39
6. Serenade – 3:35
7. Watching You – 3:52
8. After the Love – 3:34
9. De Janeiro – 3:24
10. Can You Feel It – 3:23
11. Something About You – 3:49
12. One Heart – 3:13
13. Can You Feel It – 3:23
14. Lay Down – 3:14
15. Open Up Your Heart – 3:49
16. Miss Sunshine (Video Mix) – 3:18
17. Shine On (Spencer & Hill Radio Edit) – 3:02
18. De Janeiro (S&H Project Radio Edit) – 3:30

## Album
Das Album konnte sich nur in der Schweiz in den Charts platzieren und erreichte Platz 49.
| ChartsChartplatzierungen | Höchstplatzierung | Wochen |
| ------------------------ | ----------------- | ------ |
| Schweiz (IFPI)           | 49 (2 Wo.)        | 2      |

## Singles
| Jahr | Titel           | Höchstplatzierung, Gesamtwochen, AuszeichnungChartplatzierungen (Jahr, Titel, , Platzierungen, Wochen, Auszeichnungen, Anmerkungen) | Höchstplatzierung, Gesamtwochen, AuszeichnungChartplatzierungen (Jahr, Titel, , Platzierungen, Wochen, Auszeichnungen, Anmerkungen) | Höchstplatzierung, Gesamtwochen, AuszeichnungChartplatzierungen (Jahr, Titel, , Platzierungen, Wochen, Auszeichnungen, Anmerkungen) | Anmerkungen                                                                           |
| Jahr | Titel           | DE | AT | CH | Anmerkungen                                                                           |
| ---- | --------------- | --- | --- | --- | ------------------------------------------------------------------------------------- |
| 2011 | Like I Love You | DE31 (7 Wo.)DE | AT35 (18 Wo.)AT | CH28* (3 Wo.)CH | Erstveröffentlichung: 11. Februar 2011 * Höchstposition 2013 durch den CJ-Stone-Remix |
| 2011 | Miss Sunshine   | DE50 (11 Wo.)DE | AT44 (4 Wo.)AT | CH43 (2 Wo.)CH | Erstveröffentlichung: 27. Mai 2011                                                    |